# Spelaeorhynchus
Famille
Genre
Spelaeorhynchus est un genre d'acariens, le seul de la famille des Spelaeorhynchidae.

## Liste d'espèces
- Spelaeorhynchus praecursor Neuman, 1902
- Spelaeorhynchus hutsoni Martyn, 1988
- Spelaeorhynchus jimi Peracchi, 1992
- Spelaeorhynchus soaresi Peracchi, 1992
- Spelaeorhynchus wenzeli Peracchi, 1992